# I Still Believe (2020)
I Still Believe ist ein Filmdrama der Brüder Andrew und Jon Erwin, das am 13. März 2020 in die US-Kinos und am 13. August 2020 in die deutschen Kinos kam. Die Filmbiografie handelt von dem bewegten Leben des US-amerikanischen Songwriters Jeremy Camp und der Krebserkrankung und dem späteren Tod seiner Ehefrau Melissa.

## Handlung
Der christliche Musikstar Jeremy Camp erfährt in seinem Leben die Liebe, muss jedoch auch den Tod seiner Frau Melissa verkraften. Dennoch will er durch seine Musik zeigen, dass es immer Hoffnung gibt.

## Biografisches

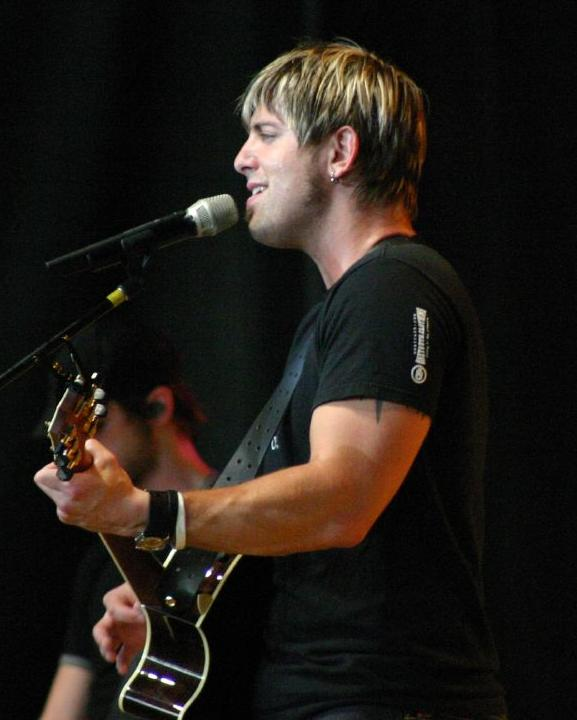
Bei I Still Believe handelt es sich um eine Filmbiografie über den US-amerikanischen Songwriter Jeremy Camp.

Das musikalische Talent des US-amerikanischen Songwriters Jeremy Camp wurde an einer Bibelschule in Südkalifornien entdeckt, wo er begann, die Lobpreisarbeit an seinem College zu leiten. Nach der Aufnahme seines Indie-Album Burden Me im Jahr 2000, wurde bei seiner Freundin Melissa Krebs festgestellt. Im Krankenhaus hielt Jeremy um ihre Hand an. Fünf Monate nach einer überstandenen Chemotherapie heirateten sie. Während der Flitterwochen bekam Melissa Bauchschmerzen und erfuhr, dass sie nur noch wenige Monate zu leben hätte und verstarb am 5. Februar 2001.
Der Musiker verarbeitete seinen Schmerz besonders mit den Songs Walk by Faith und I Still Believe auf seinem Debütalbum Stay, welches 2002 erschien. Das Album wurde in den USA nicht zuletzt bekannt, weil viele Leute von der Geschichte des Musikers bewegt und auch ermutigt wurden.

## Produktion
Regie führten die Brüder Andrew und Jon Erwin.
Die Dreharbeiten fanden ab Mai 2019 in Mobile und an den Gulf Shores in Alabama statt. Als Kameramann fungierte Kristopher Kimlin.
Die Filmmusik komponierte der 2005 für seine Arbeit an Die Passion Christi für einen Oscar nominierte John Debney. Das Soundtrack-Album, das insgesamt 17 Musikstücke umfasst, wurde am 6. März 2020 von Capitol Records als Download veröffentlicht.
Der Film kam am 13. März 2020 in die US-Kinos und am 13. August 2020 in die deutschen Kinos. Die Premiere erfolgte am 7. März 2020 im ArcLight Hollywood in Hollywood, Calif.

## Auszeichnungen
Guild of Music Supervisors Awards 2021
- Nominierung für die Beste Music Supervision in einem Film mit einem Budget unter 25 Millionen US-Dollar (Kevin Edelman)[5]

People’s Choice Awards 2020
- Nominierung als Bestes Filmdrama des Jahres
- Nominierung als Bester Schauspieler in einem Filmdrama (K. J. Apa)[6]